# Radovan Filipović
Radovan Filipović, detto Šiško (Belgrado, 28 febbraio 1960), è un ex giocatore di calcio a 5 jugoslavo naturalizzato australiano.

## Carriera
Come massimo riconoscimento in carriera vanta la partecipazione, con la Nazionale maschile di calcio a 5 dell'Australia, al FIFA Futsal World Championship 1992 in cui i socceroos furono eliminati al primo turno nel girone comprendente Brasile, Belgio e Costa Rica. Nella stagione 1986-1987 giocò nel New York Express militante nella Major Indoor Soccer League statunitense.